# Su Yiming
Su Yiming (Chinees: 苏翊鸣) (Jilin, 18 februari 2004) is een Chinese snowboarder. Hij vertegenwoordigde zijn vaderland op de Olympische Winterspelen 2022 in Peking.

## Carrière
Bij zijn wereldbekerdebuut, in december 2019 in Peking, scoorde Su direct wereldbekerpunten. Op 4 december 2021 boekte de Chinees in Steamboat Springs zijn eerste wereldbekerzege. Tijdens de Olympische Winterspelen van 2022 in Peking veroverde hij de gouden op het onderdeel big air en de zilveren medaille op het onderdeel slopestyle.

## Resultaten

### Olympische Winterspelen
| Jaar | Plaats | Resultaten           |
| ---- | ------ | -------------------- |
| 2022 | Peking | Big air · Slopestyle |

### Wereldkampioenschappen
| Jaar | Plaats  | Resultaten               |
| ---- | ------- | ------------------------ |
| 2025 | Engadin | Slopestyle · 38e Big air |

### Wereldbeker
Eindklasseringen
| Seizoen   | Algm | BA  | SS |
| --------- | ---- | --- | -- |
| 2019/2020 | 97e  | 33e | –  |
| 2021/2022 |      |     |    |

Wereldbekerzeges
| Datum            | Plaats            | Onderdeel |
| ---------------- | ----------------- | --------- |
| 4 december 2021  | Steamboat Springs | Big air   |
| 12 december 2023 | Peking            | Big air   |